# Црква Покрова Пресвете Богородице Крушевац
Црква Покрова Пресвете Богородице у Крушевцу је подигнута као трећа парохијска црква у Крушевцу од 2000. до 2007. године.

## Историја
На два извора лековите воде код паруновачког моста на реци Расини, у Крушевцу, народ је долазио од давнина. Прва богомоља више извора подигнута је 1963. године. Године 1977. озидана је мало већа црква. По потреби и исказаној жељи околног становништва, године 1995. донета је одлука о зидању нове цркве. Зидање је започето 2000, а освећење извршено 2007. године. То је трећа парохијска црква подигнута у Крушевцу, после Лазарице и цркве Светог Георгија.

## Просторна целина
Пројектант-уметник, Предраг Вертовшек из Крушевца, је својим умећем уклопио  архитектонски објекат – цркву -  у реалну околину, која је тако добила индивидуални исказ и карактер, показан кроз облик, функцију и организацију. 
Особености Цркви веома доприноси место на ком је подигнута: поред реке Расине и изнад светих вода, на омањој заравни удаљеној неколико десетина метара од речног корита, до које се обала постепено успиње. Обала је уређена и омиљено је шеталиште Крушевљана.

## Архитектура
Сама Црква има два градитељска елемента који се визуелно и композиционо допуњавају: црквени брод и звоник.
Основа (или тлоцрт) црквеног брода је триконхос, односно тролист. По тој основи и грађевини са куполом, која је из ње проистекла, црква припада моравском архитектонском стилу. Међутим, обрада фасаде је модерна. То су једноставне, равне, беле површине, без декоративних елемената и украса.
Купола цркве као да лебди на небу и даје обиље светлости. С обзиром да купола симболизује Универзум, то је значење саобразно.
Четири елегантна стуба звоника, без испуне, као и белине која се намеће оку, дају целој овој градитељској скупини утисак прозрачности.
Испод платформе су радне просторије, канцеларије, крстионица и трпезарија.

## Црквене славе
Прва црквена слава је Покров Пресвете Богородице, 14. октобра, у спомен на чудесно јављање Пресвете Богородице на свечаном бденију 911. године у цариградској цркви Влахерни, Светом Андреју јуродивом и његовом ученику Епифанију.
Као друга слава храма прославља се  Пресвета Богородица Живоносни источник, у петак Васкрсне седмице (покретан празник).